# Jelena Krmpotić-Nemanić
Jelena Krmpotić-Nemanić (Srijemska Mitrovica, 15. ožujka 1921. – Zagreb, 2. lipnja 2008.) bila je hrvatska liječnica, anatomkinja i akademkinja.
Rođena u Srijemskoj Mitrovici. U Zagrebu je odličnim uspjehom završila klasičnu gimnaziju. Rat je provela u Zagrebu. Studirala je na Medicinskom fakultetu koji je također završila odličnim uspjehom 1944. godine. 1942. je bila pomoćna asistentica, 1944. asistentica vježbenica, a od kraja 1945. asistentica. Odradila je potrebni liječnički staž. Godine 1948. je habilitirala i stekla naziv privatne docentice za predmet Anatomija čovjeka.
Od 1949. godine je sveučilišna docentica, od 1953. izvanredna profesorica, a od 1963. redovna profesorica. 1961. godine postavljaju je na mjesto predstojnice Zavoda za anatomiju. Dužnost je obnašala do 1982. godine. 1957. je godine doktorirala u Zagrebu na endoplastici malog mozga.
1979. je dobila Haymanovu nagradu u Njemačkoj.
Od 1958. je godine počasna članica Academie du Chant francais.
Bila je stipendist Svjetske zdravstvene organizacije. 
Honorarno je predavala anatomiju kao profesorica Sveučilišta u Münchenu. 
Bila je članica:
- Zbora liječnika Hrvatske, Sekcije za ORL, za normalnu morfologiju i sekcije

za biomehaniku 
- Udruženja anatoma Hrvatske
- Anatomische Gesellschaft
- Europskog udruženja anatoma
- Svjetskog udruženja anatoma

Od 1983. godine izvanrednom je članicom HAZU (onda JAZU), a od 1991. redovna je članica HAZU. U HAZU je bila članicom senata. 